# ディネマ・ポリブルボン
ディネマ・ポリブルボン Dinema polybulbon は匍匐する小型のラン科植物。栽培容易な洋ランとしても知られる。この属は本種のみを含む単形属である。

## 特徴
根茎は匍匐し、偽鱗茎をつける。偽鱗茎は卵形から楕円形で2枚の葉をつけ、高さは2cm程度。葉は披針形で先端は鈍く尖り長さは6cmで中肋が明瞭。
花茎は基部が葉鞘に覆われ、先端に花を1つだけ付ける。花は径が2-3cm。萼片と側花弁は線状で黄色から帯褐色、中心付近は濃い褐色になる。唇弁は鋤形で白く、基部には黄色が入る。

## 分布
キューバ、メキシコ、ジャマイカ、グアテマラに分布する。標高600-2000m付近に自生している。

## 分類
本種は最初はエピデンドラム属として記載され、その際の学名は Epidendrum polybulbon Swartz であった。しかし唇弁が鋤状で基部まで蕊柱と分かれていること、蕊柱の葯の両側に2本の長い針状突起があることなどから分離されて別属となった。現在はこの属は本種のみを含む単形属である。
属名の由来は dis (2の意)と nema （糸の意）からなり、蕊柱の突起にちなんだものである。

## 利用
洋ランとして栽培される。丈夫で栽培容易な種として知られる。ハイドロカルチャーを勧めている書もあり、そこでは着生蘭をこうするのはいけないのだが本種なら丈夫だから大丈夫とまで書いている。
日光を好み、慣れると日本の夏の戸外の日光に晒しても耐えられる。

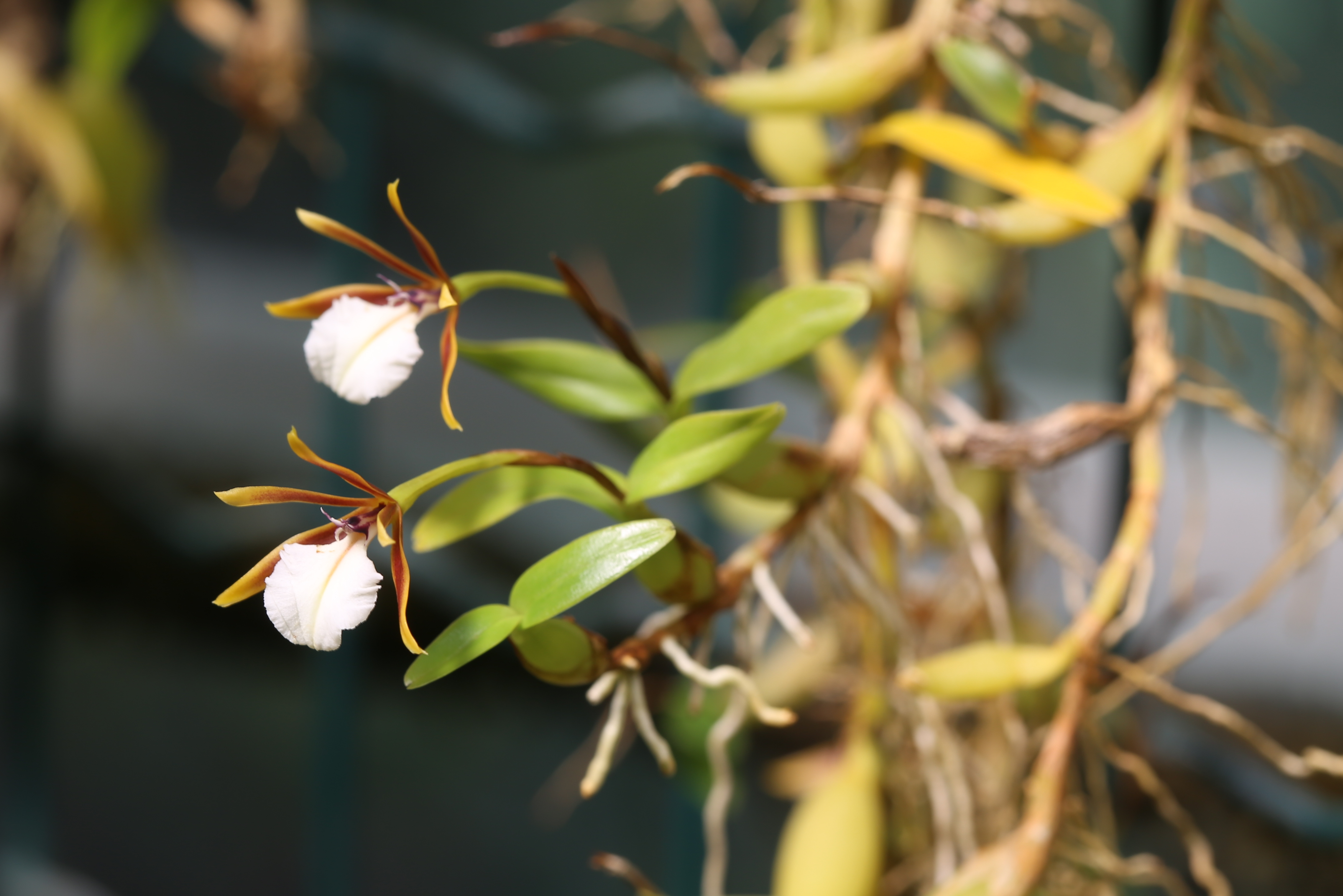
葉と匍匐茎の様子
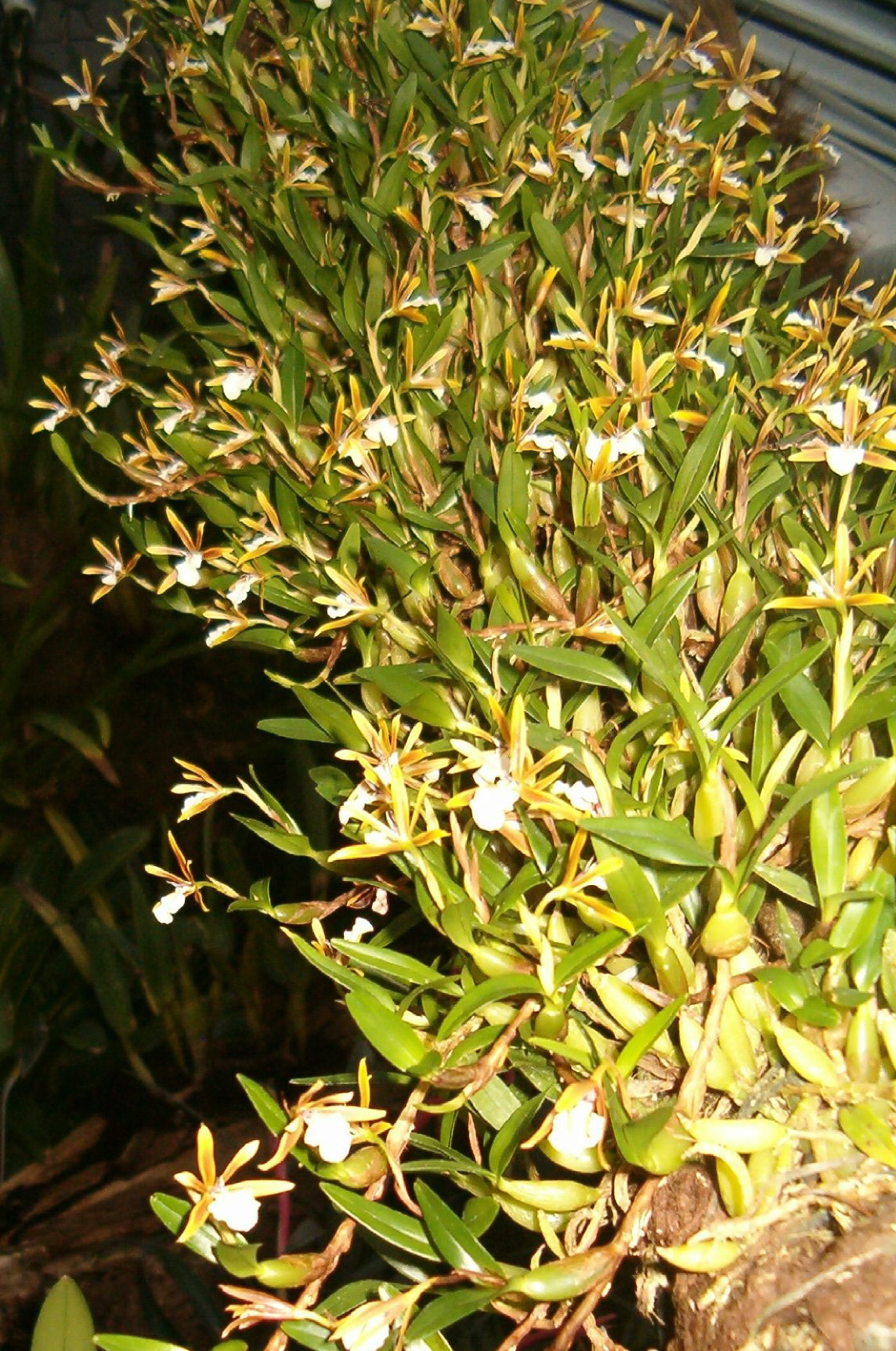
大株になったもの